# Open (single van The Scene)
Open is een single van de Nederlandse band The Scene uit 1992. Het stond in hetzelfde jaar als zevende track op het gelijknamige album, waar het de tweede single van was, na Zuster.

## Achtergrond
Open is geschreven door Thé Lau en geproduceerd door Rick de Leeuw. In het nederpoplied met een vleugje rock is de betekenis een mysterie. Van het lied zijn meerdere liveversies bekend. De eerste is de B-kant van de single. Maar ook voor het album The Scene Live is een liveversie opgenomen en in 2014 tijdens een aflevering van RTL Late Night gewijd aan Thé Lau werd het lied gebracht, in samenwerking met Tom Barman.

## Hitnoteringen
Het lied had bescheiden succes in de Nederlandse hitlijsten. In de Top 40 piekte het op de 38e plaats. Het stond drie weken in deze lijst. In de Nationale Top 100 kwam het tot de veertigste plek in negen weken dat het in deze lijst te vinden was.